# Damasonium constrictum
Damasonium constrictum är en svaltingväxtart som beskrevs av Sergei Vasilievich Juzepczuk. Damasonium constrictum ingår i släktet Damasonium och familjen svaltingväxter. Inga underarter finns listade.